# Ривіньяно
Ривіньяно (італ. Rivignano) — колишній муніципалітет в Італії, у регіоні Фріулі-Венеція-Джулія,  провінція Удіне. З 1 січня 2014 року Ривіньяно є частиною новоствореного муніципалітету Ривіньяно-Теор.
Ривіньяно розташоване на відстані близько 450 км на північ від Рима, 70 км на північний захід від Трієста, 26 км на південний захід від Удіне.
Населення — 4421 особа (2012).

## Демографія
Населення за роками:

Станом на 31 грудня 2010 року в муніципалітеті офіційно проживало 337 іноземців з 28 країн, серед них 133 громадяни країн Євросоюзу та 29 громадян України.

## Сусідні муніципалітети
- Бертіоло
- Поченія
- Ронкіс
- Тальмассонс
- Теор
- Вармо